# Premis ATV 2008
Els XI Premis ATV corresponents a 2008 foren entregats per l'Acadèmia de les Ciències i les Arts de Televisió d'Espanya el 29 de juny de 2009. La cerimònia va tenir lloc en el Casino d'Aranjuez. Fou presentada per Juan Ramón Lucas i Júlia Otero, i amenitzada amb les actuacions de Tip y Coll, Los Morancos, Eugeni, Mónica Molina i Pitingo, entre d'altres.
L'acte va ser retransmès en directe per La 2 de Televisió Espanyola, amb una audiència mitjana de 674.000 espectadors i 4,6% de quota de pantalla.
Els nominats en les 19 categories es van donar a conèixer el 13 de març de 2009.

## Premiats i nominats
Llista de nominats i, en negreta, els premiats en cada categoria. Enguany s'incorpora el premi a la millor música per a televisió.

### Millor programa informatiu
- Callejeros (Cuatro)
- Informe semanal (La 1)
- 59 Segundos (La 1)

### Millor programa d'entreteniment
- Buenafuente (La Sexta)
- El Hormiguero (Cuatro)
- Sé lo que hicisteis... (La Sexta)

### Millor programa infantil
- Club Super3 (Televisió de Catalunya)
- Los Lunnis (Televisión Española)
- Megatrix (Antena 3)

### Millor programa de ficció
- Aída (Telecinco)
- Cuéntame cómo pasó (La 1)
- El Internado (Antena 3)

### Millor programa documental
- Documentos TV (La 2)
- En Portada (La 2)
- Madrileños por el mundo (Telemadrid)

### Millor actriu de sèrie
- Ana Duato per Cuéntame cómo pasó (La 1)
- Luisa Martín per Desaparecida i El caso Wanninkhof (La 1)
- Concha Velasco per Herederos (La 1)

### Millor actor de serie
- Imanol Arias per Cuéntame cómo pasó (La 1)
- Carlos Hipólito per Desaparecida i Guante blanco (La 1)
- Paco León per Aída (Telecinco)

### Millor guió
- Amar en tiempos revueltos (La 1)
- Buenafuente (La Sexta)
- Cuéntame cómo pasó (La 1)

### Millor director
- Agustín Crespi, Antonio Cano, Sergio Cabrera, Manuel Palacios, Antonio Cuadri, Azucena Rodríguez y Moisés Ramos per Cuéntame cómo pasó (La 1)
- Juan Andrés García Ropero per Sé lo que hicisteis (La Sexta)
- Pablo Motos i Jorge Salvador per El Hormiguero (Cuatro)

### Millor realitzador
- Equip Autopromoció de l'Eurocopa 2008 (Cuatro)
- Gabriel García per Cuéntame cómo pasó (La 1)
- Víctor Santamaría per les retransmissions de toros i fútbol (Canal +)
- Jordi Vives per Mira quién baila (La 1)

### Millor productor
- Miguel Ángel Bernadeau per Cuéntame cómo pasó (La 1)
- Equip d'Esports i Mitjans de TVE al JJ.OO. Pequín 2008 (La 1, La 2, Teledeporte, Rtve.es, Canal TVE HD)
- Francisco Romacho per España directo (La 1)

### Millor direcció de fotografia i il·luminació
- David Arribas per El Internado (Antena 3)
- Paco Escamilla per El Gran Quiz (Cuatro)
- Tote Trenas, Teo Delgado, Miguel Ángel Mora per Cuéntame cómo pasó (La 1)

### Millor presentador de programes informatius
- Ana Blanco per Telediario 1 (La 1)
- Lorenzo Milá per Telediario 2, Tengo una pregunta para usted i Informe semanal (La 1)
- Matías Prats per Antena 3 Noticias 2 (Antena 3)

### Millor presentador de programes d'entreteniment
- Andreu Buenafuente per Buenafuente (La Sexta)
- El Gran Wyoming per El Intermedio (La Sexta)
- Pablo Motos per El Hormiguero (Cuatro)

### Millor direcció d'art i escenografia
- Fernando González per El Internado (Antena 3)
- Gonzalo Gonzalo, José Manuel López, Roberto Carvajal, Carlos Llanos, Beatriz Luján, Fernando Navarro per Cuéntame cómo pasó (La 1)
- Pepe Reyes (vestuari) i Marcelo Pacheco per La Señora (La 1)

### Millor maquillatge y caracterització
- Nacho Díaz i Óscar del Monte per Muchachada Nui (La 2)
- Carla Orete, Jesús Gil, Vanesa Somolinos, Pilar Carbonero per Cuéntame cómo pasó (La 1)
- José Quetglas Rubio per Plutón B.R.B. Nero (La 2)

### Millor música per a televisió
- Mario de Benito per Cuéntame cómo pasó (La 1)
- Carlos Jean i Russian Red per Cazadores de hombres (Antena 3)
- Pedro Martínez López i Noel Molina per Amar en tiempos revueltos (La 1)

### Millor canal temàtic
- Canal de Historia
- Canal 24 Horas
- Disney Channel

### Millor pel·lícula per televisió (TV movie)
- El Caso Wanninkhof (La 1)
- El castigo (Antena 3)
- 20-N: Los últimos días de Franco (Antena 3)

## Premis a les televisions autonòmiques

### Millor programa autonòmic informatiu
- Tecnópolis (Canal Sur)

### Millor programa autonòmic de ficció
- Padre Casares (TVG)

### Millor programa autonòmic documental
- Mi cámara y yo (Telemadrid)

### Millor programa autonòmic d'entreteniment
- El conquistador del fin del mundo (ETB 2)

### Millor programa autonòmic infantil
- Fadapaca (TV3)

## Premis honorífics

### Premi especial a tota una vida
- Concha Velasco

### Reconeixement Internacional 2008
- Sergio Sánchez de Radio Televisión de Guatemala